# Nkechi Justina Nwaogu
Nkechi Justina Nwaogu,  (sinh ngày 29 tháng 5 năm 1956) là thượng nghị sĩ Nigeria đại diện cho Đảng Dân chủ Nhân dân ở bang Abia. Bà trở thành thượng nghị sĩ năm 2003.

## Lý lịch
Nkechi Justina Nwaogu sinh năm 1956. Bà đã nhận được một Quản lý MSC (Tài chính) 1984, Văn bằng sau đại học, Nghiên cứu quản lý năm 1981 và Văn bằng Quản lý PRTG năm 1979.

## Sự nghiệp

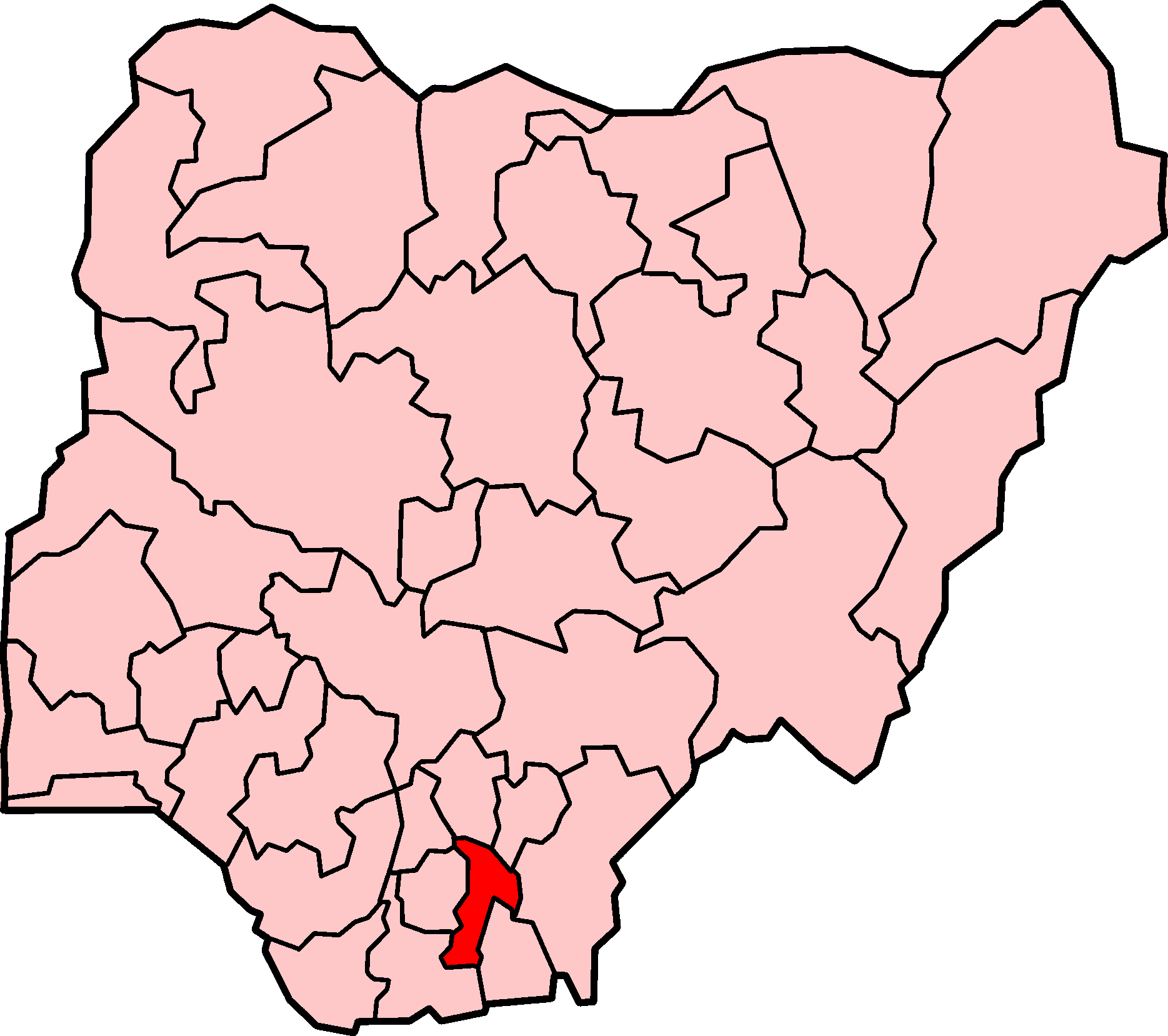
Nhà nước Abia ở Nigeria

Một cựu nhân viên ngân hàng, Thượng nghị sĩ Nkechi đã được bầu làm Chủ tịch Ủy ban Thượng viện về Ngân hàng, Bảo hiểm và các tổ chức tài chính khác. Ở vị trí này, bà đã cam kết hỗ trợ cho Học bổng, Tín dụng vi mô miễn lãi và các chương trình tiếp thu kỹ năng. Bà được tái đắc cử trong cuộc bầu cử tháng 4 năm 2011.
Vào tháng 12 năm 2011, cuộc bầu cử tháng 4 của Nwaogu đã bị lật lại bởi Tòa phúc thẩm Nigeria.